# Chelophyes appendiculata
Chelophyes appendiculata är en nässeldjursart som först beskrevs av Johann Friedrich von Eschscholtz 1829.  Chelophyes appendiculata ingår i släktet Chelophyes och familjen Diphyidae. Arten har ej påträffats i Sverige. Inga underarter finns listade i Catalogue of Life.